# 陶德·麥法蘭
陶德·麥法蘭（英語：Todd McFarlane，/məkˈfɑːrlɪn/，1961年3月16日—），加拿大男藝術家、作家、設計師和企業家。較知名的作品如《閃靈悍將》。
1980年代末至1990年代初，麥法蘭憑在漫威漫畫的《蜘蛛俠》系列中所創作的猛毒而聞名。1992年，他協助創立了Image漫畫，並創作了黑暗風格反英雄閃靈悍將，而使自己在漫畫界的地位更加地崇高。此外，他也曾於DC漫畫待過數年。
1998年2月後，麥法蘭所創作的漫畫減少，他開始往他業發展，如玩具品牌麥法蘭玩具與電影和動畫工作室陶德·麥法蘭娛樂。

## 早期生活
麥法蘭出生於艾伯塔的卡加利，自小他就是名漫畫迷。知名漫畫創作者約翰·柏恩、傑克·科比、法蘭克·米勒、喬治·佩雷斯與艾倫·摩爾都是麥法蘭所崇拜的對象。當麥法蘭16歲時，他開始有了閃靈悍將的創作雛形，後來又花了「無數個小時」來完整設計角色的視覺外觀和全身部位。他畢業於溫斯頓·邱吉爾爵士高中。
1980年代，麥法蘭就讀了東華盛頓大學。畢業後他打算加入職業棒球隊，但因腳踝受傷而結束其職業生涯。隨後，他專注於繪畫，並在漫畫店工作來支付部分的學費，而他也認識了他當時的女友汪達（Wanda）。

## 外部連結
- 官方网站
- 漫画书数据库：Todd McFarlane
- Press release on Twist issue
- Latest on Twist issue
- Comic Book Awards Almanac
- Watch Devil You Know: Inside the Mind of Todd McFarlane （页面存档备份，存于）, National Film Board of Canada
- Todd McFarlane在互联网电影资料库（IMDb）上的資料（英文）